# Elaphoglossum samoense
Elaphoglossum samoense är en träjonväxtart som beskrevs av Brackenr. Elaphoglossum samoense ingår i släktet Elaphoglossum och familjen Dryopteridaceae. Inga underarter finns listade.